# Andrzej Niedzielan
Andrzej Zbigniew Niedzielan (nacido el 27 de febrero de 1979 en Żary) en un futbolista polaco retirado que jugaba como delantero.

## Clubes
| Club                             | País         | Año        |
| -------------------------------- | ------------ | ---------- |
| Płomień Żary                     | Polonia      | hasta 1998 |
| Zagłębie Lubin                   | Polonia      | 1998-2002  |
| Odra Opole                       | Polonia      | 1999-2000  |
| Chrobry Głogów                   | Polonia      | 2001       |
| Górnik Zabrze                    | Polonia      | 2002-2003  |
| Dyskobolia Grodzisk Wielkopolski | Polonia      | 2003-2004  |
| NEC Nijmegen                     | Países Bajos | 2004-2007  |
| Wisła Cracovia                   | Polonia      | 2007-2009  |
| Ruch Chorzów                     | Polonia      | 2009-2010  |
| Korona Kielce                    | Polonia      | 2010-2011  |
| KS Cracovia                      | Polonia      | 2011       |
| Ruch Chorzów                     | Polonia      | 2012-2014  |

## Principales éxitos
Wisła Cracovia:
- 2 veces campeón de Polonia con el Visla de Cracovia (2007-08); (2008-09)